# Cràntor de Solos
Cràntor de Solos (grec antic: Κράντωρ, llatí: Crantor) fou un filòsof nascut a Cilícia que va deixar el seu país natal i se'n va anar a Atenes, on fou deixeble de Xenòcrates de Calcedònia i amic de Polemó d'Atenes, i un dels més distingits seguidors de la vella acadèmia platònica (a la segona meitat del segle iv aC, car Xenòcrates va morir el 315 aC). Va morir en data desconeguda i va deixar hereu d'una fortuna de dotze talents a Arcesilau de Pítana.
Va escriure nombroses obres, de què Diògenes Laerci esmenta els Comentaris (ύρομνήματα), de 30.000 línies, obra que alguns diuen que en part va ser escrita per Arcesilau, però no se'n conserva cap fragment. Sembla que la seva temàtica era sobre afers morals i Horaci el classifica, juntament amb Crisip, entre els filòsofs morals. La seva obra més popular a Roma sembla que fou De Luctu (Περὶ Πένθους), dirigida al seu amic Hipocles, per la mort del seu fill, de la que Ciceró en va fer ús per la seva "Consolatio" a la mort de la seva filla Tul·liola, i alguns fragments es conserven a l'obra de Plutarc en un tractat sobre el consol dirigit a Apol·loni. Fou també seguidor de Plató i va escriure comentaris sobre els treballs del seu mestre. També va fer assajos de poesia, de la qual va dipositar una col·lecció a un temple d'Atena a Solos; el poeta Teetet l'anomena «amic de les muses» i el posa a l'altura d'Homer i Eurípides.